# Cephalotrigona zexmeniae
Cephalotrigona zexmeniae là một loài Hymenoptera trong họ Apidae. Loài này được Cockerell mô tả khoa học năm 1912.